# Louis-Nicolas Brette Saint-Ernest
Louis-Nicolas Brette Saint-Ernest (Orléans, 3 mai 1802 - Paris, 10 mars 1860) est un comédien et auteur dramatique français. 

## Biographie
Maître d'étude à Paris, puis aide-maçon, il débute comme acteur en 1829 avant d'être engagé en 1832 par le Théâtre de la Porte-Saint-Martin. Il joue ensuite pour l'Ambigu-Comique de 1837 à 1852. Il paraît ainsi souvent dans le rôle du père dans de nombreuses pièces sentimentales. 
Ses pièces, signées Saint-Ernest, ont été jouées pour la plupart au Théâtre de l'Ambigu-Comique, dont il est directeur de 1848 à 1852. En 1852, il devient régisseur de la scène du théâtre du Cirque, poste qu'il occupe encore à sa mort en 1860.

## Œuvres
- Le Naufrage de la Méduse, 1832
- Le Juif errant, 1834
- Jeanne de Flandre, 1835
- Le Corsaire noir, 1837
- L'Honneur de ma mère, 1837
- Rose Ménard, ou Trop bonne mère, drame en 3 actes, précédé de l'Aîné et le cadet, prologue en 1 acte, avec Boulé, 1837
- Le Chevalier du Temple, 1838
- Don Pèdre le mendiant, drame en 4 actes, avec Fabrice Labrousse, 1838
- L'Élève de Saint-Cyr, 1838
- Jacques Cœur, l'argentier du roi, 1841
- Gaëtan il Mammone, 1842
- Jeanne, drame en 6 parties et 2 époques, avec Auguste-Louis-Désiré Boulé et Jules Chabot de Bouin, 1844
- Les Mousquetaires, 1845
- Les Talismans, 1845
- La Closerie des genêts, 1846
- Le Morne-au-Diable, 1848
- Notre Dame de Paris, 1850
- Henri le Lion, drame en 6 actes et 2 époques, avec Eugène Fillot, 1851